# Flamingowe
Flamingowe (Phoenicopteriformes) – rząd ptaków z podgromady ptaków nowoczesnych Neornithes.

## Występowanie
Eurazja, Afryka, Ameryka Południowa i Północna.

## Systematyka
Dawniej (Wetmore, 1960) rodzina flamingów była włączana do rzędu brodzących (Ciconiiformes). Wykonane ostatnio badania oparte na analizie DNA sugerują, że flamingi są najbliżej spokrewnione z perkozami (Podicipediformes). Do rzędu należy jedna rodzina:
- Phoenicopteridae – flamingi